# Antonio Maria Ciocchi del Monte
Antonio Maria Ciocchi del Monte (ur. w 1461 w Monte San Savino, zm. 20 września 1533 w Rzymie) – włoski kardynał.

## Życiorys
Był synem Fabiano Ciocchi i jego żony, Jacopy; jego bratankiem był Juliusz III. W młodości uzyskał doktorat utroque iure. Dzięki swojej inteligencji i zdolnościom prawniczym, szybko awansował w hierarchii Kurii Rzymskiej. Pracował w administracjach papieskich Innocentego VIII i Aleksandra VI, będąc m.in. archiprezbiterem w Arezzo i Sant’Angelo in Vado, a także wysokim urzędnikiem Roty Rzymskiej.
4 sierpnia 1503 został wybrany biskupem Città di Castello, jednak sakrę otrzymał dopiero 4 stycznia 1506. Stało się tak, gdyż poprzedni biskup, Giulio Vitelli, pozbawiony urzędu przez papieża, nigdy nie zrzekł się swoich praw do stolicy biskupiej, a jego rodzina miała silne wpływy w mieście. Dopiero pod groźbą Juliusza II, interdyktem, Vitelli ustąpił i Ciocchi objął diecezję. Miesiąc później, 6 lutego, został mianowany arcybiskupem Manfredonii.
10 marca 1511 został kreowany kardynałem. Wkrótce potem został kardynałem-protektorem zakonu serwitów. Papież zlecił mu rozprawienie się z czterema kardynałami, którzy dołączyli do schizmatycznego soboru w Pizie. Del Monte odegrał także kluczową rolę w zwołanym rok później soborze laterańskim V. Badał sprawę usiłowania zabójstwa Leona X i oskarżył kardynałów Alfonso Petrucciego i Bandinello Sauliego, w wyniku czego pierwszy z nich został skazany na śmierć. W 1523 Klemens VII mianował del Monte protektorem Wspólnoty Boskiej Miłości, fundamencie, powstałego w 1524, zgromadzenia teatynów. Kardynał był odpowiedzialny za przygotowanie Państwa Kościelnego do wojny Ligi z Cognac. Podczas Sacco di Roma, jako jeden z nielicznych pozostał przy papieżu i ukrył się z nim w Zamku Świętego Anioła.
W 1521 roku został podniesiony do rangi kardynała biskupa. Od tego momentu, pełnił role biskupa, pięciu z siedmiu, diecezji suburbikarnych:
- Biskup Albano (1521-1523)[1]
- Biskup Frascati (1523)[1]
- Biskup Palestriny (1523-1524)[1]
- Biskup Sabiny (1524)[1]
- Biskup Porto-Santa Rufina (1524-1533)[1]

W międzyczasie był także administratorem kilku diecezji: Novary, Rimini, Caiazzo i Alatri. Zmarł 20 września 1533 w Rzymie.